# Преображеновка (Уфимский район)
Преображе́новка (ранее — Преображенка) — упраздненная в 1986 году деревня Таптыковского сельсовета Чишминского района Башкирской АССР. Стояла возле р. Берсианка и образованной её запруды.

## Население
Преобладающая национальность — русские.
На 1 января 1969 года в деревне Преображеновка Таптыковского сельсовета проживало 36 человек.

## История
На 1 июня 1952 года д. Преображенка входила в Осоргинский сельсовет, в 32 км от райцентра — г. Уфы, в 5 км от центра сельсовета — с. Осоргино и в 13 км от железнодорожной станции Юматово.
16 июня 1966 года на заседании исполкома Уфимского райсовета было принято решение об исключении из состава Зубовского сельсовета населенных пунктов: Таптыково, Осоргино, Дебовска, Преображеновка, Глумилино, Лекаревка, Кипчак.
На 1 января 1969 года, 1 июля 1972 года и 1 сентября 1981 года деревня входила в Таптыковский сельсовет, в 32 км от райцентра — г. Уфы, в 12 км от центра сельсовета — с. Таптыково и в 13 км от железнодорожной станции Юматово.
Исключена из учетных данных Указом Президиума ВС Башкирской АССР от 12.12.1986 N 6-2/396 «Об исключении из учетных данных некоторых населенных пунктов»).

## Географическое положение
Расстояние до:
- районного центра (Уфа): 30 км,
- центра сельсовета (Таптыково): 5 км,
- ближайшей ж/д станции (Юматово): 15 км.